# مديرية عين

تعديل مصدري - تعديل

مديرية عين هي إحدى مديريات محافظة شبوة في اليمن. بلغ عدد سكانها 22051 نسمة عام 2004.